# 开张镇
开张镇，是中华人民共和国山西省运城市永济市下辖的一个乡镇级行政单位。

## 行政区划
开张镇下辖以下地区：
民生村、东开张村、普乐头村、杨庄村、常旗营村、胜光村、南营村、王店村、田营村、毛营村、东陈村、宋家卓村、古城村、杜村、西开张村、黄营村、石桥村、枣圪塔村、城子埒村、杨村、朱家庄村、寒暑村、三义村、高淮村、土桥村和牌首村。

## 全国重点文物保护单位
解梁故城遗址：位于古城村，为一处‌春秋时期的古遗址。